# Біле (Мамлютський район)
Бі́ле (каз. Белое) — село у складі Мамлютського району Північноказахстанської області Казахстану. Адміністративний центр Білівського сільського округу.
Населення — 643 особи (2021; 718 у 2009, 962 у 1999, 1035 у 1989).
Національний склад станом на 1989 рік:
- росіяни — 100 %.